# Ремесленников, Владимир Никанорович
Влади́мир Никано́рович Реме́сленников (26 сентября 1938, Ишим, Тюменская область, СССР — 13 мая 2025, Омск, Россия) — советский и российский математик, специалист в области теории групп, соросовский профессор, лауреат премии имени И. М. Виноградова.

## Биография
Родился 26 сентября 1938 года в городе Ишиме Тюменской области.
Окончил Пермский государственный университет в 1961 году. В 1961—1962 годы — ассистент кафедры высшей алгебры и геометрии Пермского университета.
В 1962—1965 годах — аспирант Института математики СО РАН (Новосибирск), где и начал работать с 1965 года научным сотрудником различных рангов.
В 1967 году — защита кандидатской диссертации (научный руководитель проф. М. И. Каргаполов), в 1975 — докторской диссертации, а в 1978 году получил учёное звание — профессор.
С 1965 года работал в Институте математики СО РАН (с 1963—1999 — в Институте информационных технологий и прикладной математики) научным сотрудником разных рангов, зав. отделом (с 1991 г.), заместителем директора по научной работе, совмещая с работой в Новосибирском государственном университете, а с 1978 года работал в Омском государственном университете.
Под его руководством подготовлено 8 докторских и 30 кандидатских диссертаций.
Скончался 13 мая 2025 года на 87-м году жизни в Омске, похоронен на Старо-Северном кладбище Омска.

## Научная деятельность
Работы в области: теории групп, теоретико-модельных и алгоритмических вопросах алгебры.
Разработка алгоритмов для системы «Magnus» — системы компьютерной поддержки исследований в комбинаторной теории групп.

## Награды
- Соросовский профессор (1997)
- Медаль ордена «За заслуги перед отечеством» II степени (2004)
- Премия имени И. М. Виноградова (2007) — за цикл работ «Алгебраическая геометрия для свободных групп и алгебр Ли»